# Peterstein (Wernigerode)

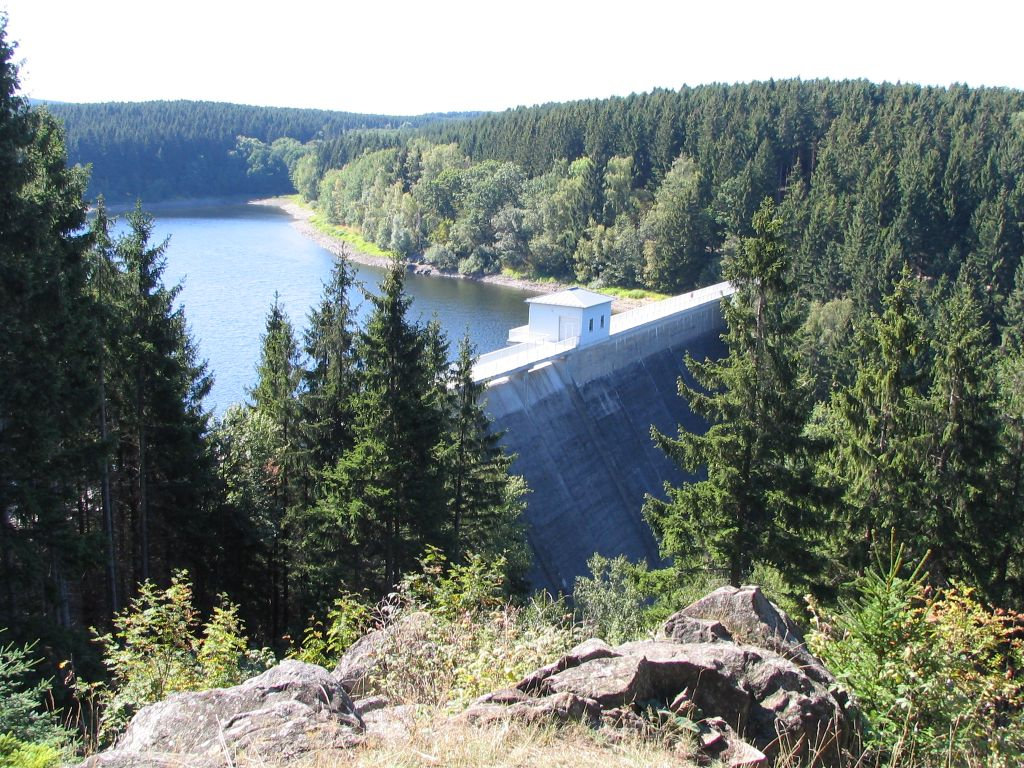
Blick vom Peterstein zur Staumauer und zum Stausee der Zillierbachtalsperre

Der Peterstein ist eine 498 m ü. NHN hohe Erhebung mit gleichnamiger Granit-Felsformation nahe Nöschenrode im Landkreis Harz in Sachsen-Anhalt.

## Geographische Lage
Der Peterstein liegt im Unterharz im Naturpark Harz/Sachsen-Anhalt. Er erhebt sich rund 3,8 km südsüdwestlich von Nöschenrode und etwa 2,9 km südwestlich von Voigtstieg, die beide zu Wernigerode gehören, sowie 2,7 km nordnordwestlich von Elbingerode, einem Ortsteil von Oberharz am Brocken, unmittelbar ostnordöstlich der Staumauer des Zillierbachstausees. Eine Felsformation, die sich zwischen dem Gipfel und der Talsperre befindet, wird ebenfalls Peterstein (⊙) genannt.
Die Landschaft der Erhebung fällt in Richtung Südwesten zum Zillierbachstausee und nach Westen bis Norden in das unterhalb der Talsperre gelegene Tal des Zillierbachs ab, an dem ein an die Talsperre angegliedertes Wasserwerk steht.

## Geschichte
Unterhalb des Petersteins bargen Arbeiter im Jahr 1935 bei Ausschachtungsarbeiten für die Staumauer des Zillierbachstausees einen Weihefund aus der Bronzezeit um 1000 v. Chr., der im Heimatmuseum in Wernigerode ausgestellt ist.

## Aussichtsmöglichkeit und Wandern
Der Felsen Peterstein ist als Nr. 36 in das System der Stempelstellen der Harzer Wandernadel einbezogen. Vom Felsen fällt der Blick auf die Staumauer der Zillierbachtalsperre und einen Teil des Stausees. Vor Ort befindet sich ein Picknickplatz mit Sitzgelegenheiten.